# 昭公 (滕)
昭公（しょうこう、? - 紀元前600年）は、春秋時代の滕の君主。姓は姫、諱は毛伯。

## 生涯
紀元前615年秋、昭公は魯に赴いて文公と会見した。紀元前600年8月、昭公は死去し、文公が後を嗣いで滕公として即位した。